# Europese kampioenschappen indooratletiek 2023 – verspringen vrouwen
Het Verspringen voor vrouwen op de Europese indoorkampioenschappen van 2023 vond de kwalificatie plaats op 3 maart en op 5 maart 2023 de finale en werd gehouden op de shorttrackbaan van Ataköy Arena in Istanbul in Turkije. Het was de vijfendertigste keer dat dit onderdeel op het programma stond.
Het verspringen voor vrouwen werd gewonnen door de Britse Jazmin Sawyers in 7,00 meter dat een nationaal record betekende, tevens de nieuwe Wereld leiding. De Italiaanse Larissa Iapichino won het zilver in 6,97 meter dat ook een nationaal record was. Het brons ging naar de Servische Ivana Španović in 6,91 meter.

## Records
Voorafgaand aan het toernooi waren dit het Wereldrecord, Europees record, Kampioenschapsrecord en de Wereld-, Europese leiding.
| Wereldrecord         | DDR Heike Drechsler | 7,37 | Wenen       | 13 februari 1988 |
| Europees record      | DDR Heike Drechsler | 7,37 | Wenen       | 13 februari 1988 |
| Kampioenschapsrecord | DDR Heike Drechsler | 7,30 | Boedapest   | 5 maart 1988     |
| WL                   | Tara Davis          | 6,99 | Albuquerque | 17 februari 2023 |
| EL                   | Milica Gardašević   | 6,90 | Belgrado    | 18 februari 2023 |

## Resultaten

### Kwalificatieronde
Kwalificatieregels: behalen van de kwalificatiestandaard van 6,55 (Q), of deel uitmaken van de 8 best presterende atleten (q).
| Rang | Naam                  | Land                | 1    | 2    | 3    | Resultaat | Bijz. |
| ---- | --------------------- | ------------------- | ---- | ---- | ---- | --------- | ----- |
| 1    | Ivana Španović        | Servië              | 6,98 |      |      | 6,98      | Q, EL |
| 2    | Malaika Mihambo       | Duitsland           | 6,41 | 6,62 | 6,87 | 6,87      | Q, SB |
| 3    | Khaddi Sagnia         | Zweden              | 6,53 | x    | 6,74 | 6,74      | Q, SB |
| 4    | Jazmin Sawyers        | Verenigd Koninkrijk | 6,71 |      |      | 6,71      | Q     |
| 5    | Annik Kälin           | Zwitserland         | 6,50 | 6,70 |      | 6,70      | Q, SB |
| 6    | Larissa Iapichino     | Italië              | 6,62 | 6,66 |      | 6,66      | Q     |
| 7    | Evelise Veiga         | Portugal            | 6,32 | 6,40 | 6,53 | 6,53      | q, SB |
| 8    | Alina Rotaru-Kottmann | Roemenië            | 6,43 | 6,29 | 6,52 | 6,52      | q     |
| 9    | Milica Gardašević     | Servië              | 6,37 | 6,51 | 6,46 | 6,51      |       |
| 10   | Fátima Diame          | Spanje              | x    | 6,48 | 5,72 | 6,48      |       |
| 11   | Tiphaine Mauchant     | Frankrijk           | 6,37 | 6,43 | 6,43 | 6,43      |       |
| 12   | Diana Lesti           | Hongarije           | x    | 6,40 | 6,38 | 6,40      | SB    |
| 13   | Mikaelle Assani       | Duitsland           | x    | 6,23 | 6,38 | 6,38      |       |
| 14   | Florentina Iusco      | Roemenië            | x    | 6,27 | 6,37 | 6,37      |       |
| 15   | Filippa Fotopoulou    | Cyprus              | 6,36 | 6,28 | 6,11 | 6,36      |       |
| 16   | Jogailė Petrokaitė    | Litouwen            | 6,00 | 6,22 | 6,26 | 6,26      |       |
| 17   | Plamena Mitkova       | Bulgarije           | 6,24 | 6,25 | x    | 6,25      |       |
|      | Maryse Luzolo         | Duitsland           |      |      |      | DNS       |       |

### Finale
| Rang   | Atleet                | Land                | 1    | 2    | 3    | 4    | 5    | 6    | Resultaat | Bijz.  |
| ------ | --------------------- | ------------------- | ---- | ---- | ---- | ---- | ---- | ---- | --------- | ------ |
| Goud   | Jazmin Sawyers        | Verenigd Koninkrijk | 6,70 | x    | x    | 6,76 | 7,00 | 6,84 | 7,00      | WL, NR |
| Zilver | Larissa Iapichino     | Italië              | 6,64 | 6,74 | 6,77 | 6,75 | 6,91 | 6,97 | 6,97      | NR     |
| Brons  | Ivana Španović        | Servië              | 6,76 | 6,79 | 6,66 | 6,77 | 6,91 | 6,90 | 6,91      |        |
| 4      | Malaika Mihambo       | Duitsland           | 6,67 | x    | x    | 6,83 | 6,82 | x    | 6,83      |        |
| 5      | Alina Rotaru-Kottmann | Roemenië            | 6,49 | 6,54 | 6,50 | x    | 6,48 | 6,62 | 6,62      |        |
| 6      | Annik Kälin           | Zwitserland         | 6,61 | 6,35 | 6,43 | 6,60 | 6,54 | 6,50 | 6,61      |        |
| 7      | Khaddi Sagnia         | Zweden              | x    | 4,50 | 6,57 | x    | x    | 6,57 | 6,57      |        |
| 8      | Evelise Veiga         | Portugal            | x    | 5,24 | 6,36 | 6,11 | 6,07 | 6,19 | 6,36      |        |

o geldige poging | x ongeldige poging | - poging overgeslagen | NM Geen geldig resultaat | WR Wereldrecord | CR Kampioenschapsrecord | AR Continentaal record | NR Nationaalrecord | WL Wereldleiding | EL Europese leiding | SB Beste seizoenprestatie | =SB Evenaring beste seizoenprestatie | PB Persoonlijk record | =PB Evenaring persoonlijk record